# 梅讷
梅讷（法語：Meynes，法語發音：[mɛn]）是法国加尔省的一个市镇，位于该省东部，属于尼姆区。

## 地理
梅讷（43°52'57"N, 4°33'40"E）面积16.66 平方千米，位于法国奧克西塔尼大區加尔省，该省份为法国南部沿海省份，南端濒地中海，北起顺时针与阿尔代什省、沃克吕兹省、罗讷河口省、埃罗省、阿韦龙省和洛泽尔省接壤。
与梅讷接壤的市镇（或旧市镇、城区）包括：伯祖斯、容基耶尔圣樊尚、莱德农、蒙弗兰、勒代桑、塞尔纳克。

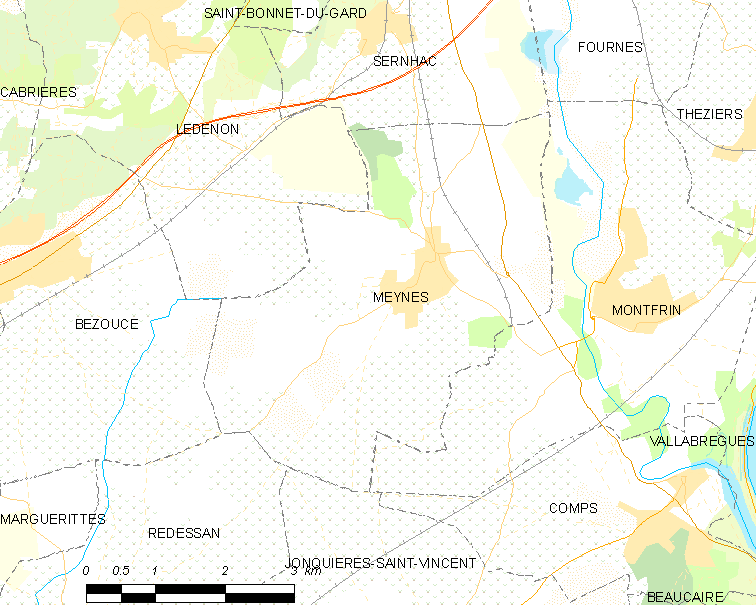
梅讷的OSM定位图

梅讷的时区为UTC+01:00、UTC+02:00（夏令时）。

## 行政
梅讷的邮政编码为30840，INSEE市镇编码为30166。

## 政治
梅讷所属的省级选区为勒代桑县。

## 人口

1962-2008年间梅讷人口变化图示

梅讷于2022年1月1日时的人口数量为2576人。